# Denton County
Denton County je okres ve státě Texas v USA. K roku 2010 zde žilo 662 614 obyvatel. Správním městem okresu je Denton, které je rovněž jeho největším městem. Celková rozloha okresu činí 2 481 km².